# Isole Yasawa
Le isole Yasawa sono un arcipelago di circa 20 isole vulcaniche che fa parte della Divisione Occidentale, e più precisamente della provincia di Ba nell'arcipelago delle Figi. Le isole hanno una superficie complessiva di circa 135 km².

## Geografia
Il gruppo vulcanico Yasawa è composto da sei isole principali e numerosi isolotti minori. L'arcipelago, è di origine vulcanica e molto montagnosa, con vette che raggiungono dai 250 ai 600 metri di altezza. L'unico passaggio sicuro per una camminata è Yasawa Island (la più grande isola dell'arcipelago, lunga circa 22 km e meno di un chilometro di larghezza) e Round Island, 22 chilometri a nord-est.

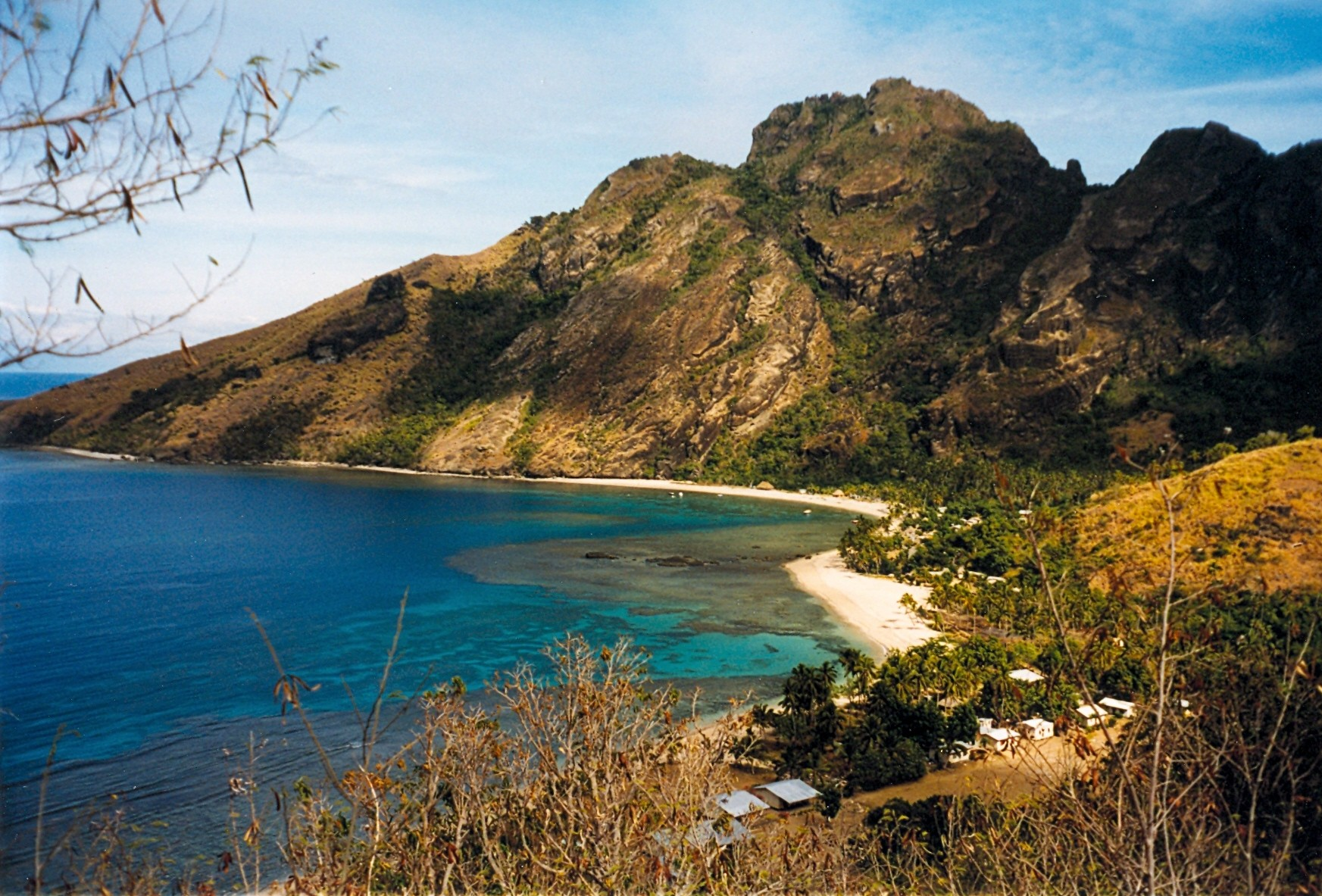
Baia di Yalobi, Waya Island, Isole Yasawa, Figi.

Le isole che compongono l'arcipelago sono:
- Drawaqa
- Kuata
- Matacawa Levu con il villaggio di Vuake
- Nacula con i villaggi di Nasisili (anche Sisili) e Nacula
- Nanuya
- Nanuya Balavu
- Nanuya Lailai
- Nanuya Levu
- Nanuya-i-Ra
- Nanuya-i-Yata
- Narara
- Naukacuvu
- Naviti con i villaggi di Soso, Muaira, Kese, Malevu, Marou, Somosomo, Nasoqo e Gunu
- Sawa-i-Lau
- Tavewa
- Tiliva
- Waya con i villaggi di Yalobi, Wayalevu e Natawa
- Waya Lailai
- Wayasewa con i villaggi di Naboro, Yamata e Namara (divenuto un resort)
- Vawa
- Viwa
- Yaqeta con il villaggio di Matayalevu
- Yasawa con i villaggi di Tamusua, Nabukeru, Teci, Bukama e Yasawairara,
- Yawini

## Storia
Il navigatore britannico William Bligh fu il primo europeo ad avvistare le Yasawas nel 1789, dopo l'ammutinamento del HMS Bounty. Il capitano Barber della HMS Arthur visitò le isole nel 1794, ma poi esse non furono più esplorate fino al 1840.

## Come raggiungere le Isole Yasawa
I modi per raggiungere le Isole Yasawa sono più limitati rispetto ad alcune a delle isole più vicino come Nadi e Denarau, i voli sono generalmente limitati

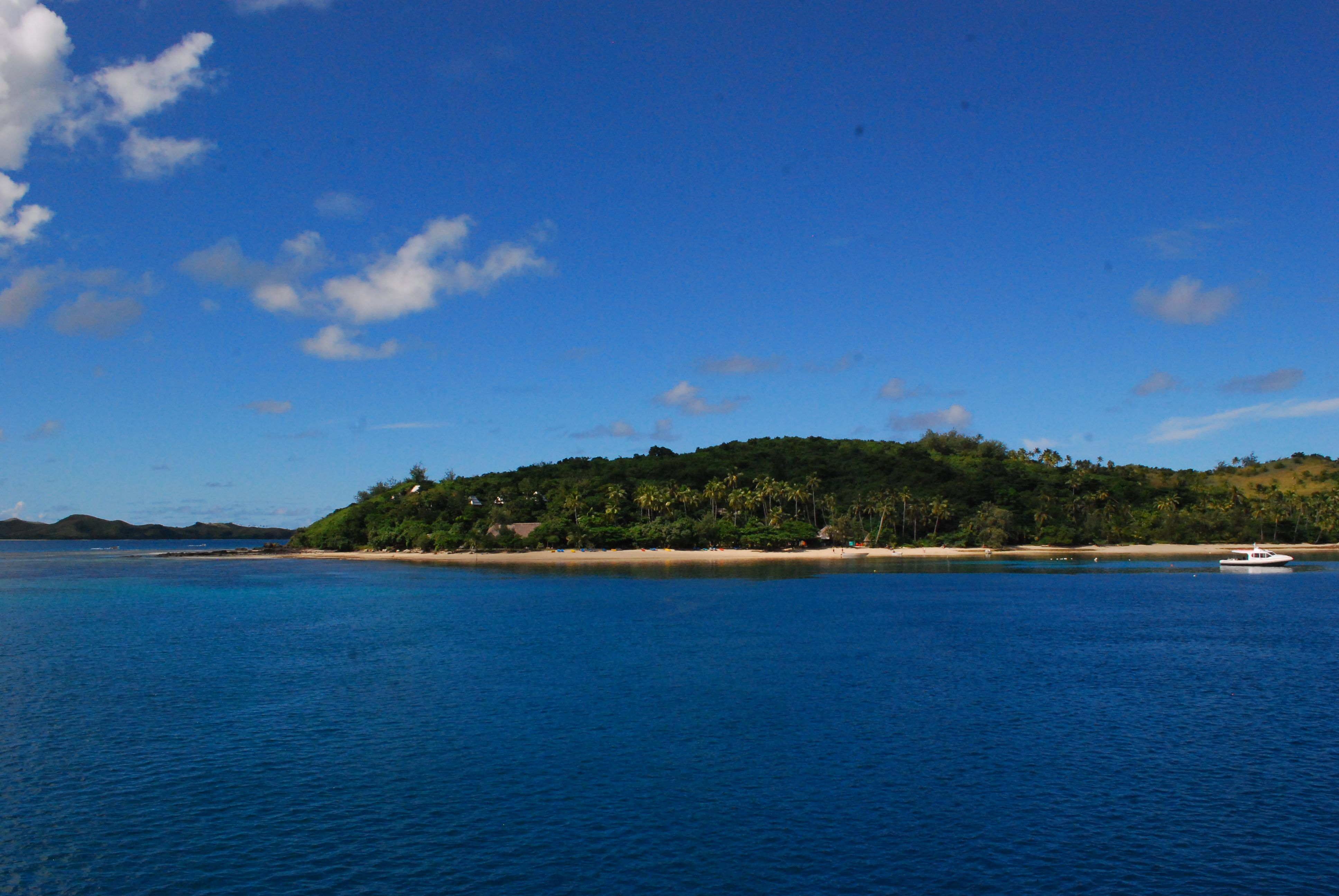
Nanuya Lai Lai

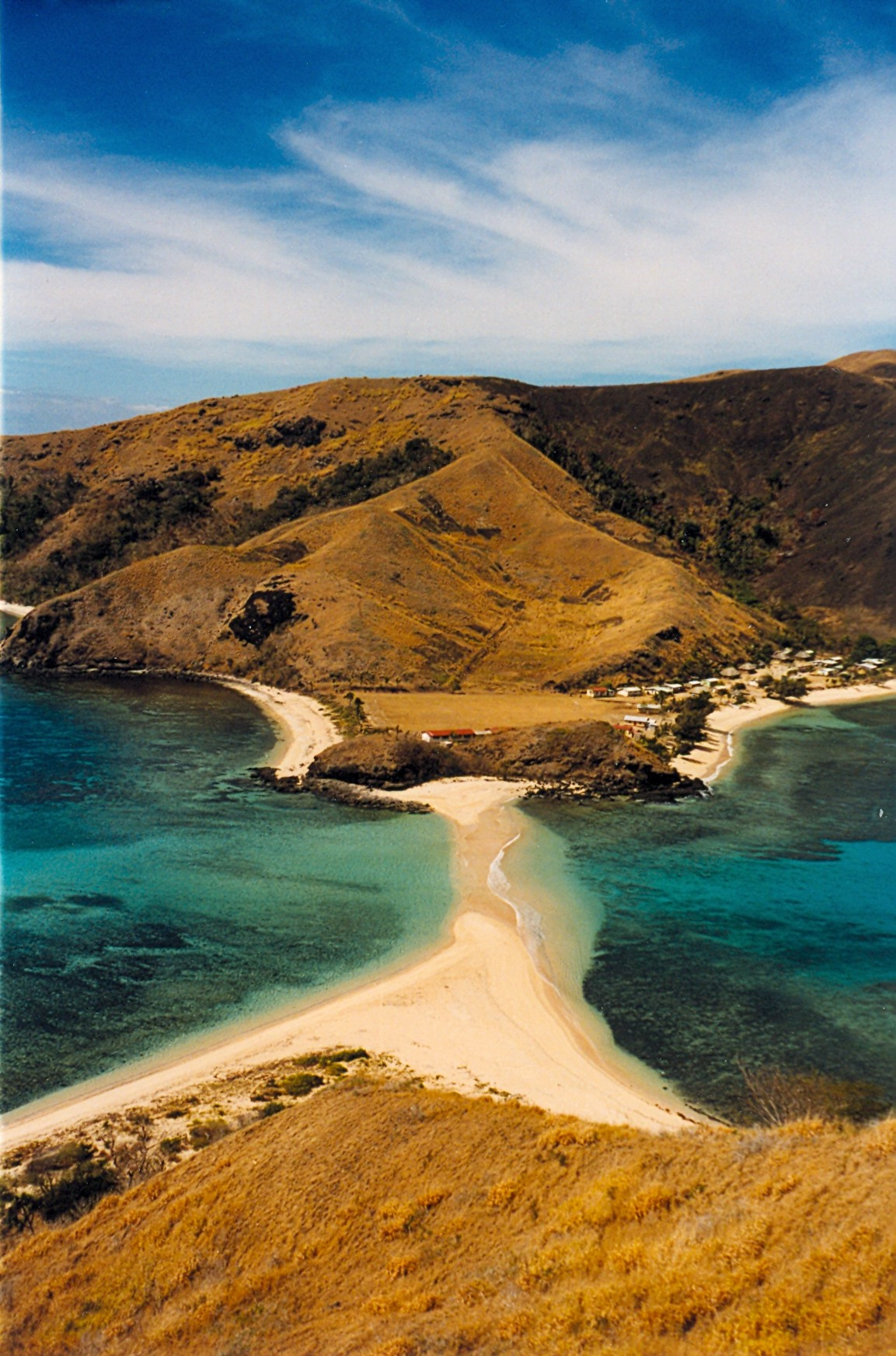
Banco di sabbia che collega le isole di Waya e Wayasewa.